# Heiligenstein
Heiligenstein je občina v departmaju Bas-Rhin francoske regije Alzacija.
Leta 1990 je v občini živelo 730 oseb oz. 183 oseb/km².